# Первомайка (Московская область)
Первома́йка — деревня в Раменском муниципальном районе Московской области. Входит в состав сельского поселения Заболотьевское. Население — 678 чел. (2010).

## Название
Название происходит от наименования колхоза им. 1 Мая.

## География

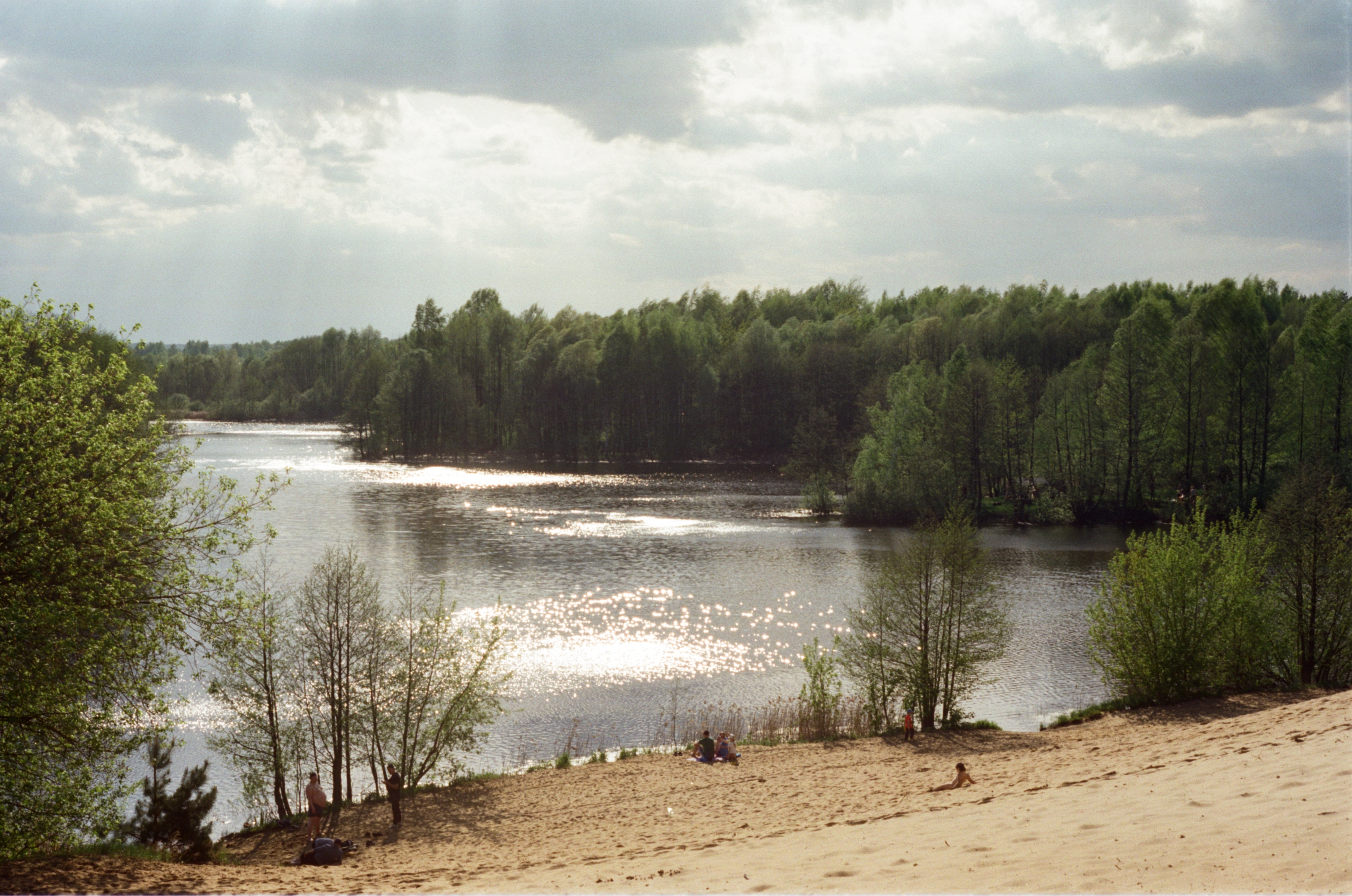
Генеральское озеро в деревне Первомайка (2021)

Деревня Первомайка расположена в центральной части Раменского района, примерно в 1 км к юго-западу от города Раменское. Высота над уровнем моря 125 м. В 1 км к юго-западу от деревни протекает река Москва. В деревне 13 улиц — Восточная, Дачи Викторова, Клубная, Московская, Новая, Огородная, Озёрная, Октябрьская, Полевая, Сосновый Бор, Хрипанская, Центральная, Юбилейная; 3 переулка — Новый, Озёрный, Садовый; приписано 3 СНТ — Весна, Ольховка, Первомайка-2. Ближайший населённый пункт — село Новое. В селе находится Генеральское озеро — затопленный песчаный карьер с пляжем.

## История
Деревня основана в 1928—1930 годах как выселок из деревни Вертячево, расположенной на другом берегу реки Москвы.
С 1929 года — населённый пункт в составе Раменского района Московского округа Московской области.
До муниципальной реформы 2006 года деревня входила в состав Заболотьевского сельского округа Раменского района.

## Население
| 2002 | 2010 |
| ---- | ---- |
| 483  | ↗678 |

По переписи 2002 года в деревне проживало 483 человека (227 мужчин, 256 женщин).